# 51st Uddeholm Swedish Rally
Resultados do 51st ou 51º Uddeholm Swedish Rally.

## Classificação Final
| Pos | N.º  | Piloto Co-piloto                        | Nacionalidade             | Carro                                              | Tempo             |
| --- | ---- | --------------------------------------- | ------------------------- | -------------------------------------------------- | ----------------- |
| 1   | 2 M  | Marcus Grönholm Timo Rautiainen         | Finlândia · Finlândia     | Peugeot 206 WRC Peugeot Total                      | 3:07.28,6 0       |
| 2   | 3 M  | Harri Rovanperä Risto Pietiläinen       | Finlândia · Finlândia     | Peugeot 206 WRC Peugeot Total                      | 3:08.53,1 1.24,5  |
| 3   | 4 M  | Carlos Sainz Luís Moya                  | Espanha · Espanha         | Ford Focus WRC Ford Motor Co                       | 3:09.54,4 2.25,8  |
| 4   | 1 M  | Richard Burns Robert Reid               | Reino Unido · Reino Unido | Peugeot 206 WRC Peugeot Total                      | 3:10.02,5 2.33,9  |
| 5   | 8 M  | Alister McRae David Senior              | Reino Unido · Reino Unido | Mitsubishi Lancer WRC Marlboro Mitsubishi Ralliart | 3:11.43,3 4.14,7  |
| 6   | 5 M  | Colin McRae Nicky Grist                 | Reino Unido · Reino Unido | Ford Focus WRC Ford Motor Co                       | 3:11.43,6 4.15,0  |
| 7   | 33   | Janne Tuohino Petri Vihavainen          | Finlândia · Finlândia     | Ford Focus WRC                                     | 3:11.52,0 4.23,4  |
| 8   | 19 M | Juha Kankkunen Juha Repo                | Finlândia · Finlândia     | Hyundai Accent WRC Hyundai Castrol W.R.T.          | 3:12.05,5 4.36,9  |
| 9   | 31   | Sebastian Lindholm Timo Hantunen        | Finlândia · Finlândia     | Peugeot 206 WRC                                    | 3:12.25,2 4.56,6  |
| 10  | 23   | François Duval Jean-Marc Fortin         | Bélgica · Bélgica         | Ford Focus WRC                                     | 3:14.01,9 6.33,3  |
| 11  | 34   | Juuso Pykälistö Esko Mertsalmi          | Finlândia · Finlândia     | Toyota Corolla WRC                                 | 3:14.22,6 6.54,0  |
| 12  | 113  | Tomasz Kuchar Maciej Szczepaniak        | Polónia · Polónia         | Toyota Corolla WRC                                 | 3:14.23,4 6.54,8  |
| 13  | 32   | Henning Solberg Cato Menkerud           | Noruega · Noruega         | Toyota Corolla WRC                                 | 3:14.34,0 7.05,4  |
| 14  | 9 M  | Jani Paasonen Arto Kapanen              | Finlândia · Finlândia     | Mitsubishi Lancer WRC Marlboro Mitsubishi Ralliart | 3:15.38,9 8.10,3  |
| 15  | 16 M | Stig Blomqvist Ana Goñi                 | Suécia · Venezuela        | Škoda Octavia WRC Škoda Motorsport                 | 3:15.43,1 8.14,5  |
| 16  | 24   | Gilles Panizzi Hervé Panizzi            | França · França           | Peugeot 206 WRC Bozian Racing                      | 3:16.07,6 8.39,0  |
| 17  | 21   | Sébastien Loeb Daniel Elena             | França · Mónaco           | Citroën Xsara WRC Automobiles Citroën              | 3:17.07,2 9.38,6  |
| 18  | 102  | Jussi Välimäki Tero Gardemeister        | Finlândia · Finlândia     | Toyota Corolla WRC                                 | 3:21.14,7 13.46,1 |
| 19  | 103  | Johan Kressner Leif Wigert              | Suécia · Suécia           | Subaru Impreza 555                                 | 3:22.16,6 14.48,0 |
| 20  | 111  | Daniel Carlsson Mattias Andersson       | Suécia · Suécia           | Mitsubishi Lancer Evo 7                            | 3:22.23,6 14.55,0 |
| 21  | 110  | Juha Kangas Mika Ovaskainen             | Finlândia · Finlândia     | Mitsubishi Lancer Evo 6                            | 3:22.32,8 15.04,2 |
| 22  | 101  | Kristian Kolberg Kjell Pettersen        | Noruega · Noruega         | Hyundai Accent WRC                                 | 3:22.49,9 15.21,3 |
| 23  | 107  | Kenneth Bäcklund Jocke Gevert           | Suécia · Suécia           | Mitsubishi Lancer Evo                              | 3:24.11,5 16.42,9 |
| 24  | 75 P | Kristian Sohlberg Jukka Aho             | Finlândia · Finlândia     | Mitsubishi Lancer Evo 6                            | 3:25.25,9 17.57,3 |
| 25  | 57 P | Toshi Arai Tony Sircombe                | Japão · Nova Zelândia     | Subaru Impreza 555                                 | 3:25.51,5 18.22,9 |
| 26  | 67 P | Marko Ipatti Kari Kajula                | Finlândia · Finlândia     | Mitsubishi Lancer Evo 6 Rally Rent Europe          | 3:26.24,7 18.56,1 |
| 27  | 53 P | Alex Fiorio Enrico Cantoni              | Itália · Itália           | Mitsubishi Lancer Evo 7 Ralliart Italia            | 3:27.04,7 19.36,1 |
| 28  | 127  | Tord Linnerud Henning Isdal             | Noruega · Noruega         | Mitsubishi Lancer Evo 6                            | 3:29.22,0 21.53,4 |
| 29  | 120  | Janusz Kulig Jarek Baran                | Polónia · Polónia         | Mitsubishi Lancer Evo 6                            | 3:29.53,1 22.24,5 |
| 30  | 118  | Jari Ketomaa Ossi Lehtonen              | Finlândia · Finlândia     | Subaru Impreza 555                                 | 3:30.34,1 23.05,5 |
| 31  | 55 P | Saulius Girdauskas Žilvinas Sakalauskas | Lituânia · Lituânia       | Mitsubishi Lancer Evo 6                            | 3:31.08,3 23.39,7 |
| 32  | 119  | Knut Høistad Pål Iversen                | Noruega · Noruega         | Mitsubishi Lancer Evo 6                            | 3:31.43,2 24.14,6 |
| 33  | 104  | Thomas Kolberg Ola Fløene               | Noruega · Noruega         | Hyundai Accent WRC                                 | 3:32.27,0 24.58,4 |
| 34  | 7 M  | François Delecour Daniel Grataloup      | França · França           | Mitsubishi Lancer WRC Marlboro Mitsubishi Ralliart | 3:32.42,0 25.13,4 |
| 35  | 106  | Rune Dalsjø Stig Rune Kjærnsli          | Noruega · Noruega         | Subaru Impreza WRX                                 | 3:32.54,3 25.25,7 |
| 36  | 117  | Tobias Johansson Mikael Johansson       | Suécia · Suécia           | Mitsubishi Lancer Evo 7                            | 3:33.05,6 25.37,0 |
| 37  | 20   | Thomas Rådström Denis Giraudet          | Suécia · França           | Citroën Xsara WRC Automobiles Citroën              | 3:35.41,4 28.12,8 |
| 38  | 73 P | Martin Rowe Chris Wood                  | Reino Unido · Reino Unido | Mitsubishi Lancer Evo 6                            | 3:35.58,4 28.29,8 |
| 39  | 66 P | Dimitar Iliev Petar Sivov               | Bulgária · Bulgária       | Mitsubishi Lancer Evo 7                            | 3:37.00,7 29.32,1 |
| 40  | 69 P | Bernt Kollevold Olav Bodilsen           | Noruega · Noruega         | Mitsubishi Lancer Evo 6                            | 3:37.15,6 29.47,0 |
| 41  | 115  | Ioánnis Papadimitríou Allan Harryman    | Grécia · Reino Unido      | Subaru Impreza 555                                 | 3:37.35,8 30.07,2 |
| 42  | 124  | Per-Arne Sääv Leif Fredriksson          | Suécia · Suécia           | Volkswagen Golf Kit Car                            | 3:37.44,3 30.15,7 |
| 43  | 143  | Per-Gunnar Andersson Jonas Andersson    | Suécia · Suécia           | Renault Clio RS                                    | 3:28.27,7 30.59,1 |
| 44  | 72 P | Joakim Roman Ingrid Mitakidou           | Suécia · Suécia           | Mitsubishi Lancer Evo 5                            | 3:39.51,8 32.23,2 |
| 45  | 121  | Pawel Dytko Tomasz Dytko                | Polónia · Polónia         | Mitsubishi Lancer Evo 6                            | 3:44.02,6 36.34,0 |
| 46  | 129  | Tobias Olsson Stefan Andersson          | Suécia · Suécia           | Mitsubishi Lancer Evo 6                            | 3:44.28,7 37.00,1 |
| 47  | 60 P | Ben Briant Jayson Brown                 | Reino Unido · Reino Unido | Mitsubishi Lancer Evo 6                            | 3:45.39,0 38.10,4 |
| 48  | 126  | Magnus Jansson Thomas Fredriksson       | Suécia · Suécia           | Mitsubishi Lancer Evo 6                            | 3:49.07,6 41.39,0 |
| 49  | 132  | Alfredo De Dominicis Alex Mari          | Itália · Itália           | Mitsubishi Lancer Evo 6                            | 3:49.16,7 41.48,1 |
| 50  | 128  | Pelle Palmqvist Håkan Jacobsson         | Suécia · Suécia           | Mitsubishi Lancer Evo 5                            | 3:51.16,7 43.48,1 |
| 51  | 59 P | Natalie Barratt Roger Freeman           | Reino Unido · Reino Unido | Mitsubishi Lancer Evo 6                            | 3:52.52,7 45.24,1 |

## Abandonos
| SS  | N.º  | Piloto Co-piloto                   | Nacionalidade             | Carro                                      | Classe         |          |
| --- | ---- | ---------------------------------- | ------------------------- | ------------------------------------------ | -------------- | -------- |
| R4  | 10 M | Tommi Mäkinen Kaj Lindström        | Finlândia · Finlândia     | Subaru Impreza WRC Subaru World Rally Team | Motor          |          |
| R6  | 11 M | Petter Solberg Phil Mills          | Noruega · Reino Unido     | Subaru Impreza WRC Subaru World Rally Team | Motor          |          |
| R16 | 14 M | Kenneth Eriksson Tina Thörner      | Suécia · Suécia           | Škoda Octavia WRC Škoda Motorsport         | Motor          |          |
| R11 | 15 M | Toni Gardemeister Paavo Lukander   | Finlândia · Finlândia     | Škoda Octavia WRC Škoda Motorsport         | Acidente       |          |
| R14 | 17 M | Armin Schwarz Manfred Hiemer       | Alemanha · Alemanha       | Hyundai Accent WRC Hyundai Castrol W.R.T.  | Transmissão    |          |
| R14 | 18 M | Freddy Loix Sven Smeets            | Bélgica · Bélgica         | Hyundai Accent WRC Hyundai Castrol W.R.T.  | Suspension →   |          |
| R11 | 51 P | Gustavo Trelles Jorge del Buono    | Uruguai · Argentina       | Mitsubishi Lancer Evo 6                    | Acidente       |          |
| R0  | 62 P | Norberto Cangani Eros Di Prima     | Itália · Itália           | Mitsubishi Lancer Evo 6                    | N 4            | Motor    |
| R1  | 76 P | Pavel Valoušek Pierangelo Scalvini | Chéquia · Itália          | Mitsubishi Lancer Evo 6 Jolly Club         | Motor          |          |
| R7  | 108  | Antti Asunta Tuomo Hannonen        | Finlândia · Finlândia     | Mitsubishi Carisma GT                      | N 4            | Mecânica |
| R16 | 109  | Stig-Olov Walfridsson Lars Bäckman | Suécia · Suécia           | Mitsubishi Lancer Evo 6                    | Motor          |          |
| R14 | 112  | Oscar Svedlund Björn Nilsson       | Suécia · Suécia           | Mitsubishi Lancer Evo 6                    | N 4            | Acidente |
| R4  | 114  | Tomáš Hrdinka Petr Gross           | Chéquia · Chéquia         | Subaru Impreza WRC Styllex Tuning Prosport | Caixa de velo. |          |
| R8  | 122  | Per Johansson Tony Carlsson        | Suécia · Suécia           | Saab 9-3 Kit Car                           | A 7            |          |
| R8  | 125  | Thomas Schie Ragnar Engen          | Noruega · Noruega         | Subaru Impreza WRX                         | Transmissão    |          |
| R16 | 130  | Tobias Gustafsson Fredrik Leierth  | Suécia · Suécia           | Mitsubishi Lancer Evo 4                    | N 4            |          |
| R3  | 133  | Anders Feldmann Gerd Ottenburger   | Alemanha · Alemanha       | Mitsubishi Lancer Evo 6                    |                |          |
| R14 | 134  | Stanley Dickens Lars Rosén         | Suécia · Suécia           | Mitsubishi Lancer Evo 6                    | N 4            | Acidente |
| R3  | 137  | Einar Staff Thorleif Halden        | Noruega · Noruega         | Subaru Impreza 555                         |                |          |
| R8  | 138  | Guy Wilks Roger Herron             | Reino Unido · Reino Unido | Mitsubishi Lancer Evo 6                    | N 4            |          |
| R6  | 139  | Mirco Virag Massimo Bergna         | Itália · Itália           | Mitsubishi Lancer Evo 6                    |                |          |
| R10 | 141  | José Barbara Mireille Duthoit      | França · França           | Subaru Impreza 555                         | N 4            | Acidente |
| R16 | 144  | Lars Storm Ulf Storm               | Suécia · Suécia           | Citroën Xsara VTS                          |                |          |
| R7  | 145  | Esko Junttila Lars-Erik Kronberg   | Suécia · Suécia           | Suzuki Swift GTI                           | N 1            | Motor    |
| R1  | 70 J | Sven Haaf Michael Kölbach          | Alemanha · Alemanha       | Citroën Saxo VTS S1600                     | Mecânica       |          |
| R14 | 72 J | Marc Blázquez Oriol Julià          | Espanha · Espanha         | Ford Puma S1600                            | A 6            | Travões  |
| R13 | 73 J | Albert Llovera Marc Corral         | Andorra · Espanha         | Fiat Punto S1600                           | Mecânica       |          |
| R1  | 75 J | Kazuhiko Niwa Kohei Kusaka         | Japão · Japão             | Suzuki Ignis S1600                         | A 6            | Mecânica |
| R1  | 77 J | Paco Roig Joan Sureda              | Espanha · Espanha         | Fiat Punto S1600                           | Mecânica       |          |